# David Friedländer

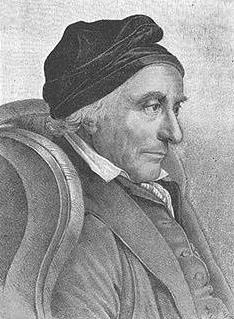
David Friedländer.

David Friedländer, född 6 december 1750 i Königsberg (nuvarande Kaliningrad), död 25 december 1834, var en tysk-judisk reformivrare.
Friedländer var sidenfabrikör, och tillsammans med Moses Mendelssohn en av de främsta kämparna för judendomens modernisering. Som ledare för judeförsamlingen i Berlin, kommunalman, författare och mecenat verkade Friedländer för folkupplysning, skolväsendets förbättrande, gudstjänstreformer och översättning av religiös litteratur till tyska, samt utåt för judarnas emancipation genom undantagslagarnas avskaffande.